# Bitter lemon (frisdrank)
Bitter lemon is een koolzuurhoudende frisdrank die in 1957 is ontwikkeld door de firma Schweppes.
De drank wordt gemaakt van koolzuurhoudend water, suiker, citroen of limoen en kinine. Het is de kinine die de drank zijn bittere smaak geeft. Oorspronkelijk werd de drank – net als tonic – vanwege de kinine gedronken als middel tegen malaria en was daardoor populair onder Britten die in overzeese koloniën werkten. Omdat kinine in grote hoeveelheden nadelige effecten op de gezondheid kan hebben, is de concentratie  dermate teruggebracht, dat het geen heilzame effecten meer heeft.
Bitter lemon is een gewild ingrediënt voor cocktails.
De kinine in tonic en bitter lemon kan allergie (netelroos) veroorzaken wanneer men er gevoelig voor is.

## Producenten
Bitter lemon wordt in Nederland onder verschillende merknamen geproduceerd en verkocht:
- Royal Club (in Nederland onder licentie gebotteld door Vrumona)
- Schweppes (in Nederland onder licentie gebotteld door Coca-Cola)
- Freeway (Lidl)
- g'woon (diverse supermarkten)
- Jumbo
- Kinley (Coca-Cola)
- London (United Soft Drinks)
- Plus
- River (gebotteld voor Aldi door Schiffers Food in Hoensbroek, een onderdeel van Refresco)

In België zijn onder meer de volgende merken verkrijgbaar:
- Gini
- Val Bitter Lemon (gebotteld door Brouwerij Haacht)